# ويلفريد بوكلاند
ويلفريد بوكلاند (بالإنجليزية: Wilfred Buckland)‏ هو مخرج فني أمريكي، ولد في 1866 في نيويورك في الولايات المتحدة، وتوفي في 18 يوليو 1946 في لوس أنجلوس في الولايات المتحدة.

## وصلات خارجية
- ويلفريد بوكلاند على موقع IMDb (الإنجليزية)
- ويلفريد بوكلاند على موقع قاعدة بيانات برودواي على الإنترنت (الإنجليزية)
- ويلفريد بوكلاند على موقع قاعدة بيانات الفيلم (الإنجليزية)